# Phillip Alford
Pour les articles homonymes, voir Alford.
Phillip Alford est un acteur américain né le 11 septembre 1948 à Gadsden, Alabama (États-Unis).

## Filmographie
- 1962 : Du silence et des ombres (To Kill a Mockingbird) de Robert Mulligan : Jeremy 'Jem' Finch
- 1964 : Bristle Face (TV) : Jace Landers
- 1965 : Les Prairies de l'honneur (Shenandoah) d'Andrew V. McLaglen : Boy Anderson
- 1969 : Appalachian Autumn (en) (TV) : Hugh
- 1970 : The Intruders (en) (TV) : Harold Gilman
- 1972 : Fair Play (TV) : Teddy

## Télévision
- 1970 : Le Virginien saison 8 épisode 19 (A time of terror) : Joe Thurman